# HDAC1
L'istone deacetilasi 1 o HDAC1 è un enzima che nell'uomo è codificato dal gene HDAC1.

## Funzione
L'acetilazione degli istoni e la deacetilazione svolgono un ruolo chiave nella regolazione dell'espressione genica eucariotica. La proteina codificata da questo gene appartiene alla famiglia dell'istone deacetilasi / ACUC /  ed è un componente del complesso istone deacetilasi. Esso interagisce anche con la proteina tumore-soppressore del retinoblastoma ed è un elemento chiave nel controllo della proliferazione e differenziazione cellulare. Insieme alla proteina-2 MTA2, deacetila la p53 e modula il suo effetto sulla crescita cellulare e l'apoptosi.